# Clive Puzey
Clive Puzey (ur. 11 lipca 1941 w Bulawayo) – były zimbabwejski kierowca wyścigowy. 

## Życiorys
Rozpoczął ściganie się w grudniu 1963 roku. Wziął udział Lotusem w Grand Prix RPA Formuły 1 1965, ale nie zakwalifikował się do wyścigu. Do 1969 roku uczestniczył w Południowoafrykańskiej Formule 1, brał udział także w nieoficjalnych wyścigach Formuły 1. Po zakończeniu kariery wyścigowej prowadził warsztat w Harare, odgrywał także ważną rolę wśród opozycji rządów Roberta Mugabe. Jego warsztat w 2000 roku został zaatakowany i po tamtym wydarzeniu Puzey wyemigrował do Australii.

## Wyniki w Formule 1
| Legenda oznaczeń w tabelach wyników Wyświetl szablon na nowej stronie | Legenda oznaczeń w tabelach wyników Wyświetl szablon na nowej stronie                                                                     |
| Oznaczenie                                                            | Wyjaśnienie |
| --------------------------------------------------------------------- | --- |
| Złoty                                                                 | Zwycięzca lub mistrzostwo |
| Srebrny                                                               | 2. miejsce lub wicemistrzostwo |
| Brązowy                                                               | 3. miejsce lub II wicemistrzostwo |
| Zielony                                                               | Ukończył, punktował (w klasyfikacji generalnej, gdy zdobył co najmniej jeden punkt na przestrzeni sezonu, poza trzema powyższymi opcjami) |
| Niebieski                                                             | Ukończył, nie punktował (w klasyfikacji generalnej, gdy nie zdobył co najmniej jednego punktu na przestrzeni sezonu)                      |
| Czerwony                                                              | Nie zakwalifikował się (NZ) |
| Czerwony                                                              | Nie prekwalifikował się (NPK) |
| Różowy                                                                | Nie ukończył (NU) |
| Różowy                                                                | Niesklasyfikowany (NS) (w klasyfikacji generalnej, gdy nie został sklasyfikowany w żadnym wyścigu sezonu)                                 |
| Czarny                                                                | Zdyskwalifikowany (DK) |
| Czarny                                                                | Wykluczony (WYK/EX) |
| Biały                                                                 | Nie wystartował (NW) |
| Biały                                                                 | Kontuzjowany (K/INJ) |
| Biały                                                                 | Wyścig odwołany (OD/C) |
| Bez koloru                                                            | Został wycofany (WYC/WD) |
| Bez koloru                                                            | Nie przybył (NP/DNA) |
| Bez koloru                                                            | Nie brał udziału w treningach (NT/DNP) |
| Bez koloru                                                            | Nie został zgłoszony (–) |
| Pogrubienie                                                           | Start z pole position |
| Kursywa                                                               | Najszybsze okrążenie wyścigu |
| †                                                                     | Nie ukończył, ale jego rezultat został zaliczony ze względu na przejechanie więcej niż 90% dystansu wyścigu.                              |
| *                                                                     | Sezon w trakcie |
| 1/2/3                                                                 | Punktowana pozycja w sprincie kwalifikacyjnym                                                                                             |
| Lista systemów punktacji Formuły 1                                    | |

| Rok  | Zespół      | Samochód    | Silnik    | 1       | 2     | 3     | 4     | 5     | 6     | 7     | 8     | 9     | 10    | Msc. | Pkt. |
| ---- | ----------- | ----------- | --------- | ------- | ----- | ----- | ----- | ----- | ----- | ----- | ----- | ----- | ----- | ---- | ---- |
| 1965 | Clive Puzey | Lotus 18/21 | Climax R4 | ZAF NPK | MCO - | BEL - | FRA - | GBR - | NLD - | DEU - | ITA - | USA - | MEX - | NS   | 0    |